# Édouard Kutter (1934)
Édouard Kutter   (Ciutat de Luxemburg, 5 de novembre de 1934 - Ciutat de Luxemburg, 17 de maig de 2022) o Édouard Kutter Jr. va ser un fotògraf i editor luxemburguès, fill del també fotògraf Édouard Kutter (1887-1978). Va ser nomenat fotògraf de la cort el 1966.
L'any 1963, es va fer càrrec del negoci fotogràfic del seu pare. El 1986, amb l'acord de la Cort, va donar a la Fototeca de Ciutat de Luxemburg unes dues mil fotografies de la família Gran Ducal preses pel seu pare entre 1896 i 1960. A la fi de 1989, també va donar la seva col·lecció d'imatges fetes entre 1960 i 1980 com documents del desenvolupament de la ciutat.

## Obra editada
- Édouard Kutter, José Goedert, Nicolas Hein, Luxembourg: paysages du Grand-Duché 1970 .